# Abbazia di San Martino al Cimino
L'abbazia cistercense di San Martino al Cimino è un luogo di culto cattolico italiano di Viterbo.
Essa sorge nell'omonima frazione cittadina di San Martino al Cimino e fu realizzata nel XIII secolo su iniziativa dei monaci cistercensi dell'abbazia primigenia di Pontigny, ma fu chiusa nel 1564.
La chiesa recuperò il titolo abbaziale nel XVII secolo, senza tuttavia che vi ritornassero i monaci.
Il suo status odierno è quello di chiesa parrocchiale facente capo alla diocesi di Viterbo. Fu Abbazia territoriale ma Pio XI la uni alla diocesi il 2 maggio 1936 con il titolo di Abate per il Vescovo.

## Storia
Una chiesa di S. Martino in Monte e menzionata per la prima volta in uno documento del 838, data alla quale e donata a l'abbazia di Farfa. Diversi abbati di S. Martino in Cimino sono menzionati in documenti del secolo XI.
All'inizio del XIII secolo le terre dei monti Cimini (attorno al lago di Vico, a sud di Viterbo), furono concesse da papa Innocenzo III ai monaci cistercensi dell'abbazia di Pontigny con l'incarico d'impiantarvi un'abbazia che divenisse un polo di sviluppo agricolo nella regione.
I discepoli di san Bernardo costruirono l'edificio in breve tempo. Nel 1225 la chiesa venne consacrata. Con la costruzione del chiostro e della sua sala capitolare, del refettorio, della biblioteca e dell'infermeria, di un forno e di altri laboratori, il complesso monastico venne terminato prima della fine del secolo.
Ciononostante l'abbazia non ebbe uno sviluppo felice. Già nel 1379 stava per essere abbandonata a causa della mancanza di nuove vocazioni. Nel 1426 non vi rimasero più che due monaci. L'interesse personale di papa Pio II (pontefice dal 1458 al 1464), e della famiglia Piccolomini, dalla quale egli proveniva, fece sì che venissero intrapresi alcuni lavori di restauro, il che fece ben sperare, ma queste attività non ebbero seguito.
Nel 1564 gli ultimi monaci lasciavano l'abbazia, i cui beni, a seguito della chiusura, entrarono a far parte del patrimonio della Santa Sede.

## Descrizione
Un secolo dopo, nel 1644, quando con papa Innocenzo X salì al potere a Roma la famiglia Pamphili, la chiesa di San Martino ormai in rovina, ritrovò una nuova vita. Nel 1645 ricevette nuovamente il titolo di chiesa abbaziale (quindi indipendente dall'autorità episcopale locale) e le "terre di San Martino" furono cedute ad Olimpia Maidalchini, potente cognata del Papa. Olimpia prese a cuore il rinnovo del blasone di San Martino e ne fece una specie di principato personale. Assecondata da grandi architetti (fece intervenire anche Francesco Borromini da Roma), restaurò completamente la chiesa aggiungendovi due torri come contrafforti, fece costruire un palazzo di grandi dimensioni sulle rovine delle strutture monastiche e vegliò anche sulla ricostruzione e riorganizzazione del borgo, che andava dalla porta di levante (direzione Roma) a quella occidentale (direzione Viterbo), affidando all'architetto militare Marc'Antonio de Rossi il disegno delle mura perimetrali, delle porte e delle abitazioni, non dimenticando altre strutture pubbliche quali lavatoi, forni, macelli, teatro e piazza pubblica.
Non pare che avesse intenzione di fare appello ai monaci. Della vecchia abbazia cistercense non rimane che qualche elemento: la parte absidale ed il transetto della chiesa, una modesta porzione del chiostro e qualche lembo della sala capitolare e dello scriptorium.
Olimpia Maidalchini morì di peste nel 1657 e la sua salma venne inumata nel coro della chiesa abbaziale.
Nella chiesa, a pavimento nel braccio di sinistra del transetto, si trova un organo a canne costruito dalla ditta inglese Harrison & Harrison nel 1913 e ivi trasferito nel 1996; a trasmissione meccanica, dispone di 17 registri su due manuali e pedale. A pavimento nel braccio destro del transetto, si trova un organo a canne costruito dalla ditta romana Priori nel 1846 e restaurato dalla ditta Formentelli nel 2020; a trasmissione meccanica, dispone di 20 registri su manuale e pedale e rispecchia tutte le caratteristiche dell'antica organaria ottocentesca italiana.